# Exarchat de Lituanie
L'Église orthodoxe de Lituanie est une juridiction de l'Église orthodoxe en Lituanie rattachée canoniquement au patriarcat œcuménique de Constantinople avec le statut d'Exarchat patriarcal.

## Histoire

### Histoire de l'Église orthodoxe en Lituanie
Du XIVe au XVIIe siècle, l'Église orthodoxe du Grand-Duché de Lituanie faisait partie de la métropole de Kiev du Patriarcat œcuménique. En 1686, le patriarche œcuménique Denys IV publia une lettre synodale qui accordait au patriarche de Moscou le droit temporaire d'ordonner le métropolite de Kiev élu par le clergé et les fidèles de son diocèse. Finalement, la métropole de Kiev a été incorporée au Patriarcat de Moscou et, peu à peu, il n'y a plus eu de diocèses ou de paroisses subordonnées au Patriarcat œcuménique en Lituanie.
En 1839, le diocèse de Lituanie de l'Église orthodoxe russe a été fondé dans l'Empire russe. Jusqu'en 2022, ce diocèse était la seule structure ecclésiastique orthodoxe en Lituanie (à l'exception de la période entre 1924 et 1939, lorsque les orthodoxes de la région de Vilnius étaient sous la juridiction de l'Église orthodoxe autocéphale de Pologne).

### Exarchat de Lituanie
Après l'Invasion de l'Ukraine par la Russie en 2022, le patriarche Cyrille de Moscou a défroqué cinq prêtres du diocèse de Vilnius et de Lituanie qui avaient exprimé leur opposition à la position du patriarche concernant la guerre. Utilisant le droit de recours, ils se sont tournés vers le Patriarche œcuménique, qui les a acquittés en février 2023 et les a rétablis dans leur ministère sacerdotal. En mars 2023, le patriarche Bartholomée de Constantinople a effectué une visite officielle en Lituanie. Au cours de cette rencontre, le patriarche a rencontré les cinq prêtres rétablis et a signé un accord avec le gouvernement lituanien prévoyant la création de la juridiction ecclésiastique du Patriarcat œcuménique dans le pays.
En 2024, Justinus Kiviloo, hiéromoine de l'Église orthodoxe apostolique d'Estonie, a été nommé exarque de Lituanie. Le 6 janvier, il a célébré sa première messe à Vilnius.

## Organisation
L'Église compte une dizaine de paroisses en 2024 : Vilnius (plusieurs paroisses), Kaunas, Šiauliai, Elektrėnai, Klaipėda,... servant en langues lituanienne, biélorusse, ukrainienne et russe. Une grande partie des fidèles de l'Église est constituée de réfugiés ukrainiens et biélorusses.
L'Exarchat et ses fidèles sont reconnus par l'Etat lituanien comme communauté religieuse traditionnelle, et à ce titre reçoivent un financement public.